# Tonny Vilhena
Tonny Vilhena, właśc. Tonny Emilio Trindade de Vilhena (ur. 3 stycznia 1995 w Maassluis) – holenderski piłkarz występujący na pozycji pomocnika w greckim klubie Panathinaikos. W latach 2016–2018 reprezentant Holandii.

## Kariera klubowa
Jest wychowankiem Feyenoordu. W styczniu 2012 roku zadebiutował w barwach klubu z Rotterdamu przeciwko VVV Venlo.. 
W lipcu 2019 dołączył do rosyjskiego FK Krasnodar za kwotę 9 milionów euro.

## Kariera reprezentacyjna
W reprezentacji Holandii zadebiutował 4 czerwca 2016 w wygranym 2:0 meczu z Austrią..

## Sukcesy
Holandia U-17
- Mistrzostwa Europy U-17 w piłce nożnej: 2011, 2012